# Сербская православная церковь
Се́рбская правосла́вная це́рковь (серб. Српска православна црква) — автокефальная поместная православная Церковь на территории государств, ранее составлявших Югославию. Занимает 6-е место в диптихе Константинопольского патриархата.

## История

### Возникновение церковной организации в Сербии
По сообщению византийского императора Константина VII Багрянородного, первое массовое крещение сербов произошло при византийском императоре Ираклии (610—641). Дальнейшее распространение христианство восточного обряда получило среди сербов в IX веке, когда в 869 году по просьбе князя Мутимира византийский император Василий I Македонянин послал к ним греческих священников. Окончательному утверждению христианства у сербов во многом способствовала деятельность святых Кирилла и Мефодия. Влияние миссии просветителей славян особенно усилилось, когда их ученики, среди которых были святые Климент и Наум, переселились из Моравии в Охридский край.

### Первый период автокефалии XIII—XV века
В 1219 году с согласия «никейского» (в Константинополе тогда была Латинская империя) патриарха Мануила I Сербскую Церковь возглавил автокефальный архиепископ. Мануил I рукоположил святителя Савву (Неманича) в сан архиепископа. По возвращении на родину святитель занялся устроением своей Церкви. Он основал восемь новых епархий, епископами в которых поставил своих учеников — подвижников Хиландара и Студеницы. В разные концы сербских земель посылались священники с поручением проповедовать и совершать церковные таинства. В жизнь сербских монастырей вводились традиции и уставы Афонской горы, монастырей Малой Азии и Палестины.
После завершения строительства Жичского монастыря в него была перенесена архиепископская резиденция. В Жиче собирались поместные соборы Сербской Церкви, в которых принимали участие все епископы, игумены и многие священники. Из-за слабой защищённости Жичи пребывать в ней было небезопасно, особенно после нашествия татар (1242), а позднее — болгар и куманов (1253). Поэтому архиепископ Арсений I (1233—1263) перенёс кафедру архиепископии из Жичи в Печский монастырь, основанный святителем Саввой. Архиепископы, в зависимости от обстоятельств, пребывали то в Пече, то снова в Жичи. Такое перемещение продолжалось до конца XIII века, когда резиденция архиепископа была окончательно перенесена в Печ.
На Соборе, созванном королём Сербии Стефаном Душаном в Скопье в 1346 году, Печская архиепископия получила статус Патриархата с резиденцией Патриарха в городе Печ, откуда получила наименование Печской, что было признано Константинополем в 1375 году.

### При османском владычестве и в Австрийской империи (конец XV — начало XX века)
В 1459 году, после падения Сербского государства и аннексии его земель Османской империей, патриархат был упразднён. При этом Черногорская митрополия сохранила свою самостоятельность от Константинополя и рассматривала себя как преемницу Печской патриархии.
Печский патриархат был восстановлен в 1557 году и вновь упразднён в 1766 году. Церковь (то есть православное население) в Сербии управлялась фанариотскими епископами.
В связи с отступлением австрийских войск в ходе войны с Турцией значительное количество сербов во главе с патриархом Сербским Арсением III Черноевичем, бывших на стороне Австрии, в 1690 году по приглашению императора Леопольда I переселились на север, на территорию Габсбургской империи. Император, нуждавшийся в людских ресурсах для продолжения войны, предоставил сербам и православной церкви особый привилегированный статус на территории Габсбургской монархии, где в 1690-е годы Арсением была создана обособленная церковная организация, руководимая сербским клиром. Центр созданной таким образом в Австрийской империи сербской иерархии с 1713 года находился в Карловице; автономная (впоследствии автокефальная) Карловацкая митрополия была в 1710 году признана патриархом Печским Каллиником I, который был поставлен Константинополем на печский престол в 1691 году.
Карловацкая митрополия функционировала в стабильном государстве, где доминировал римо-католицизм, и часто испытывала давление прозелитизма, выражавшееся в попытках склонения к униатству. Главы Карловацкой митрополии имели духовную власть над сербами Венгерского королевства, гражданской Хорватии, Военной границы и над частью православных румынских подданных империи Габсбургов. В 1848 году Карловацкая митрополия была возведена в ранг патриархата. С 1870-х годов у Трансильванской и Буковинской митрополий появилась широчайшая автономия.
С вхождением в состав империи Габсбургов Далмации, Боснии и Герцеговины последовал запрет на пастырское подчинение местного сербского населения этих областей сербскому митрополиту (патриарху), восседавшему на престоле в городе Сремски-Карловци. Габсбургская политика в отношении православной церкви сводилась к оставлению Боснии и Герцеговины под шаткой властью Константинопольского патриархата, при этом Далмация и Бока-Которска входили в состав Буковинско-Далматинской митрополии, гибридной сербско-румынско-русинской церковной организации, охватывавшей области, географически разделённые друг от друга сотнями километров, а Синод и центральные церковные институты размещались в Вене.

### В Княжестве и Королевстве Сербия
По обретении Сербией автономии в составе Османской империи (1815), в Белграде, в августе 1831 года, под юрисдикцией Константинопольского патриархата была учреждена автономная митрополия. С установлением международно признанного государственного суверенитета и независимости Княжества (после Берлинского конгресса) Белградская митрополия в 1879 году получила автокефалию от Константинопольской патриархии.
Восстановленная православная церковь вскоре оказалась подчинена государству. В 1862 году в Сербии был принят Закон об органах церковной власти православной веры, который предусматривал, что члены консисторий должны были утверждаться князем (как и работники их канцеляриций), приносить ему клятву как гражданские судьи и соблюдать общегражданские законы. Кроме того, консистории были обязаны соблюдать общегосударственные законы и получали жалованье как чиновники. Кроме того, этот закон ограничил церкви и монастыри в праве распоряжения недвижимым имуществом — для его продажи, покупки, дарения, сдачи в аренду требовалось согласие министерства. Закон также ограничил права Архиерейского собора, любое важное решение которого теперь должно было утверждаться в Министерстве просвещения и религиозных дел. Даже выбранный собором новый архиепископ не мог быть хиротонисан, пока не будет утвержден князем. Раз в три года каждый архиерей должен был объехать свою епархию и отчет о поездке направить Архиерейскому собору, который передавал его Министерству.
В 1859 году Белградскую митрополию возглавил митрополит Михаил (Йованович), смещённый в 1881 году. В 1882 году контроль над церковью был ужесточён — теперь митрополита избирал не собор, а специальный орган, включавший Архиерейский собор и представителей гражданских властей (министра просвещения и религиозных дел, председателей Государственного совета и кассационного суда, а также пять членов Скупщины). После избрания митрополит должен был быть утвержден в сане королём. Архиереи стали получать государственное жалованье в 10 тыс. динаров в год. 20 марта 1883 года, несмотря на протесты ряда сербских епископов, были проведены выборы (без участия архиереев) митрополита, которым стал архимандрит Феодосий (Мраович) (1883—1889). Его хиротонию с разрешения императора Франца-Иосифа совершил Патриарх Карловицкий Герман (Анджелич) (1882—1888). Недовольные архиереи были сняты с должностей, а их епархии в 1886 году упразднены королём.
С изменением политической ситуации (отречение короля Милана от престола) в стране митрополит Феодосий в 1889 году ушёл на покой, а митрополит Михаил — возвращён.
В 1890 году был принят новый Закон о церковных властях восточно-православной церкви, который провозгласил православие государственной религией страны и зафиксировал деление Сербии на пять епархий. Архиерейский собор снова состоял только из архиереев, но подчинение их королевской власти сохранялось: для поездки митрополиту или епископу за границу требовалось разрешение от короля, епископ до хиротонии должен был быть утвержден королём, а после неё назначался на епархию королевским указом. Закон 1890 года закрепил избрание митрополита Архиерейским собором, но с участием государственных чиновников и с утверждением королём избранного кандидата. Также закон зафиксировал обязательное государственное жалованье архиереям. Этот закон с некоторыми изменениями действовал до 1918 года.
По итогам балканских войн (1912—1913) в Белградскую митрополию вошли: Скоплянская, Велешско-Дебарская и Призренская епархии.

### В Королевстве Югославия
По образовании в 1918 году Королевства сербов, хорватов и словенцев (с 1929 — Югославия), которое объединило Сербию с македонским и албанским населением, Королевство Черногорию, земли бывшей Австро-Венгрии (Босния и Герцеговина; Хорватия; Словения; Банат, Бачка и Баранья), в соответствии с решениями конференций сербских епископов и с согласия Синода Вселенской патриархии, произошло объединение православных церквей Сербии, Черногории и Австро-Венгрии в единую Сербскую Церковь, которое получило государственно-правовую санкцию указом регента Александра Карагеоргиевича 17 июня 1920 года. 12 сентября 1920 года, в день Собора сербских святых, в Сремски-Карловцах состоялось торжественное провозглашение объединения и восстановления Сербской (Печской) патриархии. В состав восстановленной патриархии вошли следующие епархии: Белградская, Банялукско-Бихачская, Бачская, Битольская, Бококоторско-Дубровницкая, Будимская, Велешско-Дебарская, Вршачская, Горнокарловацкая, Дабро-Боснийская, Далматинско-Истрийская, Дорянская, Жичская, Захолмско-Рашская, Захолмско-Грецеговинская, Зворницко-Тузланская, Злетовско-Струмичская, Нишская, Охридская, Пакрачская, Печская, Рашко-Призренская, Скоплянская, Сремско-Карловацкая, Шабачская, Темишоарская, Тимокская и Черногорско-Приморская. К канонической территории Церкви было отнесено не только Королевство СХС, но также вся территория бывшей Австро-Венгрии за пределами Польши и Румынии — от Форарльберга до Подкарпатской Руси. Однако территория Трансильвании и Буковины была утрачена в пользу Румынской Церкви.
Межвоенный период стал эпохой расцвета сербского православия. В 1920 году был открыт Богословский факультет Белградского университета. С начала 1920-х годов в Югославии, чисто сельской тогда стране, до того не имевшей учреждений высшего православного богословского образования, находилось значительное число (около 44 тысяч в начале 1920-х годов) беженцев из Российской империи, большинство из которых были лица с высшим и средним образованием: военные, учёные, духовенство во главе с митрополитом Киевским Антонием Храповицким. Русским архиереям во главе с митрополитом Антонием (который в свое распоряжение получил дворец Карловацких патриархов) было дозволено создать в Сремских Карловцах собственный церковный центр, который с половины 1920-х годов притязал на юрисдикцию над всеми русскими приходами и епархиями за пределами СССР (известен как «карловацкий синод»).
В 1929 году по новой конституции Сербская православная церковь была формально отделена от государства, но при этом осталась под контролем монарха: король сохранил право утверждать епархиальных архиереев, а по закону 1930 года в выборах патриарха участвовали не только архиереи, но и государственные чиновники.
В 1930-е годы Сербская патриархия активно противодействовала сближению Югославии с папством. Особенно жёсткая борьба разгорелась вокруг конкордата, заключённого со Святым престолом и ратифицированного скупщиной Югославии в июле 1937 года по предложению регента Югославии Павла Карагеоргиевича. Против конкордата выступил патриарх Варнава Росич в меморандуме, направленном 3 декабря 1936 года премьер-министру Югославии Стоядиновичу. 24 июля скончался патриарх Варнава; его похороны превратились в массовую антиправительственную демонстрацию. В итоге конкордат был де-факто отменен, так как не был послан для утверждения в сенат и не получил силу закона.
21 февраля 1938 г. на патриарший престол был избран Гавриил Дожич.

### В период Второй мировой войны
Руководство Сербской церкви, включая патриарха Гавриила, публично выступило против подписанного 25 марта 1941 года премьер-министром Королевства Югославии Д. Цветковичем протокола о присоединении его страны к Тройственному пакту. Протесты против союза с Германией привели к государственному перевороту 27 марта, который, по некоторым данным, был организован не без помощи разведывательных служб Великобритании и СССР; патриарх Гавриил также поддержал переворот. Свержение прогерманского правительства привело ко вторжению Германии в Югославию в апреле того же года и последующей капитуляции Югославии с её разделом на несколько частей. Территория Сербии оказалась под немецкой оккупацией.
Германская оккупация Югославии, в особенности режим марионеточного Независимого государства Хорватия (НГХ), нанесли урон Сербской православной церкви: многие священнослужители были убиты, а храмы и монастыри разрушены. В НГХ была запрещена Сербская церковь и вместо неё учреждена Хорватская православная церковь, во главе которой в июне 1942 года стал русский эмигрантский архиерей Гермоген (Максимов).

### В СФРЮ
Последующий коммунистический период Сербская Церковь также подвергалась давлению и притеснениям со стороны государства. Обострились националистические тенденции. Стремление властей контролировать сербскую диаспору привело к её расколу: в 1963 году была Свободная сербская православная церковь. В 1967 году под давлением властей была провозглашена неканоническая Македонская православная церковь.

### После распада Югославии
После распада Югославии, в том числе и выхода Черногории из союза с Сербией (2006), Сербская патриархия продолжала осуществлять юрисдикцию над всеми православными христианами во всех странах на территории бывшей Югославии, невзирая на существование неканонических Черногорской православной церкви и Македонской православной церкви (МПЦ), единственной признанной государством «православной» организации в Северной Македонии. В интервью газете «Политика» в феврале 2019 года (вскоре после предоставления автокефалии православной церкви на Украине) патриарх Константинпольский Варфоломей I в ответ на вопрос о том, нет ли у него намерения изменить положения патриаршего томоса, данного Сербской церкви в 1920 году, заявил следующее: «Разница в отношении Украины, канонически и экклезиологически (церковно), состоит в том, что Россия вторглась и оккупировала Киевскую митрополию, которая ей никогда не была уступлена, в то время как Сербии принадлежит всё, что она имеет, и канонически и экклезиологически. Это означает, что Вселенский Патриархат не намерен вносить изменения в Устав Сербской Православной Церкви или изменять её границы — без наличия согласия и сотрудничества».
В период 2019—2021 годов наблюдалось резкое обострение отношений между СПЦ, с одной стороны, и властями Черногории и национально ориентированной частью общества, с другой: до августа 2020 года в Черногории, а также в Сербии, проходили массовые протесты приверженцев СПЦ и просербских сил, явившиеся одним из факторов падения власти коалиции во главе с президентом Мило Джукановичем; в начале сентября 2021 года протесты и беспорядки возникли как реакция черногорски ориентированной части общества, а также приверженцев Черногорской православной церкви, на планы СПЦ провести интронизацию новоизбранного митрополита Черногорско-Приморского Иоанникия Мичовича в Цетинском монастыре, что рассматривалось ими как посягательство на культурно-государственную независимость страны со стороны СПЦ и Сербии.
В мае 2022 года СПЦ признала автокефальный статус МПЦ. Прошедший в мае 2023 года Архиерейский собор Сербской церкви принял решение о предоставлении канонического отпуста Православной Охридской архиепископии (автономной структуре СПЦ в Северной Македонии) и «её интеграции в Синод Македонской Православной Церкви в соответствии со священными канонами и Уставами двух наших поместных Церквей» (согласно тексту официального сообщения СПЦ)

## Устройство, управление, современное состояние

### Патриарх
Состоявшийся 18 февраля 2021 года Архиерейский собор СПЦ избрал на патриарший престол митрополита Загребско-Люблянского Порфирия Перича. Интронизация в соборном храме Белграда была совершена 19 февраля 2021 года.

### Органы управления и власти
- Высший церковный суд
- Епархиальный совет
- Патриархийный совет
- Архиерейский собор
- Архиерейский синод

Председатель всех общецерковных органов власти, кроме Высшего церковного суда, — патриарх.

### Территориальные структуры
Имеет епархии в странах своей основной юрисдикции, а также за её пределами (в Европе, Америке, Австралии), в частности 1 архиепископию, 4 митрополии, 34 епископии.

### Богослужебные особенности и численность
В богослужении в настоящее время используется сербский язык наряду с церковнославянским. В литургической жизни придерживается юлианского календаря и в целом следует греческому богослужебному укладу.
Число членов Сербской православной церкви по состоянию на 2018 год оценивается в 8 млн человек.